# 생체물질

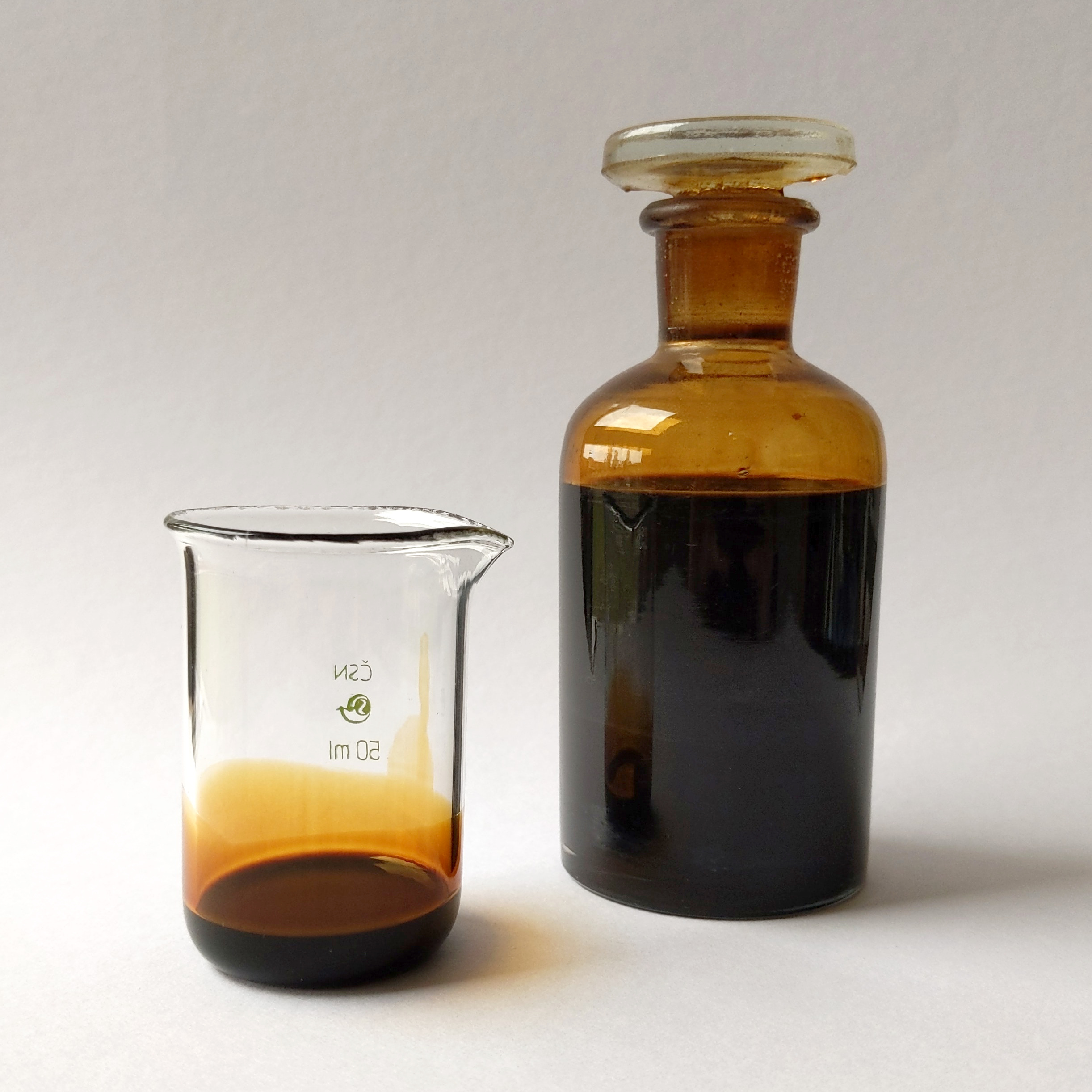
변형된 생체물질인 원유

생체물질(生體物質, 영어: biogenic substance)은 생물체에 의해 생성되는 물질이다. 생체성분(生體成分)이라고도 한다. 원래 이 용어는 다른 생물체에 독성 영향을 미치는 대사산물에 국한되었지만, 현재는 식물이나 동물의 모든 성분, 분비물, 대사산물을 포함하는 용어로 발전했다. 분자생물학적 맥락에서 생체물질은 생체분자라고 불린다. 생체물질은 일반적으로 크로마토그래피와 질량 분석법을 사용하여 분리하고 측정한다. 또한, 생체물질의 변환과 교환은 환경, 특히 수로에서의 이동에서 모델화될 수 있다.

## 같이 보기
- 생광물화
- 천연물
- 미세조류
- 피토케미컬